# Höhenberg (Kolonia)
Höhenberg, Köln-Höhenberg — dzielnica miasta Kolonia w Niemczech, w okręgu administracyjnym Kalk, w kraju związkowym Nadrenia Północna-Westfalia, na prawym brzegu Renu. 